# Återvinning (processrätt)
Återvinning är en juridisk term inom processrätten och regleras i Rättegångsbalken (1942:740). Där är återvinning ett ordinärt, icke-devolutivt rättsmedel. Återvinning kan sökas om en tredskodom meddelats som gått emot en part, så att tredskodomen görs ogjord. En part får söka återvinning endast en gång per motpart.